# كورنيليا إليس هيلدبرانت
كورنيليا إليس هيلدبرانت (بالإنجليزية: Cornelia Ellis Hildebrandt)‏ هي رسامة أمريكية، ولدت في 7 سبتمبر 1876 في يو كلير في الولايات المتحدة، وتوفيت في 18 مارس 1962 في نيو كانان في الولايات المتحدة.